# François Trophime Rebecqui
François Trophime Rebecqui, également orthographié Rebecquy, né le 2 septembre 1744 à Marseille, mort dans la même ville le 1er mai 1794, est un négociant et un homme politique de la Révolution française. 

## Biographie
François Trophime Rebecqui est le fils de François Rebecquy, négociant, et de Jeanne Deseo, de Messine. Il devient négociant comme son père. Sa sœur Marie épouse le négociant Jean-Joseph Corail, conseiller municipal de Marseille et conseiller général des Bouches-du-Rhône, dont le fils, Ange François Joseph, négociant, officier municipal de Marseille et capitaine de l’armée fédéraliste, sera guillotiné comme contre-révolutionnaire le 8 décembre 1793.
Il est compromis dans les premiers troubles qui agitèrent la Provence en 1789. Administrateur des Bouches-du-Rhône en 1790, il est chargé, comme commissaire, d'organiser le district d'Avignon après son annexion. Cité à la barre de l'Assemblée législative pour son ardeur révolutionnaire, traduit devant la Haute-Cour d'Orléans, il est acquitté.
Rebecqui est élu député pour le département des Bouches-du-Rhône, le troisième sur douze, en septembre 1792 à la Convention nationale. Il est élu membre du Comité de Commerce.
Il siège dans les rangs de la Gironde. Dès l'ouverture de la session, il dénonce le « parti de Robespierre » qu'il accuse d'aspirer à la tyrannie. Lors du procès de Louis XVI, il vote la mort en sollicitant l'appel au peuple mais en rejetant le sursis à l'exécution. 
Rebecqui présente sa démission le 9 avril 1793 en dénonçant à nouveau Robespierre ainsi que le club des Jacobins. Il est remplacé par Minvielle. Après les évènements du 2 juin, il se réfugie à Marseille où il tente de soulever le Midi contre la Convention. Il se suicide le 1er mai 1794 en se jetant dans la mer dans le Vieux-Port.